# Vanellus duvaucelii
Vanellus duvaucelii е вид птица от семейство Charadriidae. Видът е почти застрашен от изчезване.

## Разпространение
Видът е разпространен в Бангладеш, Бутан, Виетнам, Индия, Камбоджа, Китай, Лаос, Мианмар, Непал и Тайланд.